# Municipio de Green Ridge
El municipio de Green Ridge (en inglés: Green Ridge Township) es un municipio ubicado en el condado de Pettis en el estado estadounidense de Misuri. En el año 2010 tenía una población de 1080 habitantes y una densidad poblacional de 8,19 personas por km².

## Geografía
El municipio de Green Ridge se encuentra ubicado en las coordenadas 38°34′29″N 93°27′17″O / 38.57472, -93.45472. Según la Oficina del Censo de los Estados Unidos, el municipio tiene una superficie total de 131.81 km², de la cual 131,18 km² corresponden a tierra firme y (0,48 %) 0,64 km² es agua.

## Demografía
Según el censo de 2010, había 1080 personas residiendo en el municipio de Green Ridge. La densidad de población era de 8,19 hab./km². De los 1080 habitantes, el municipio de Green Ridge estaba compuesto por el 97,5 % blancos, el 0,09 % eran afroamericanos, el 0,09 % eran amerindios, el 0,09 % eran asiáticos, el 0,83 % eran de otras razas y el 1,39 % eran de una mezcla de razas. Del total de la población el 1,48 % eran hispanos o latinos de cualquier raza.